# Ptenomela euchloroides
Ptenomela euchloroides är en skalbaggsart som beskrevs av Murray 1857. Ptenomela euchloroides ingår i släktet Ptenomela och familjen Rutelidae. Inga underarter finns listade i Catalogue of Life.